# Maszkolt DNS
A számítógép-hálózatok területén a maszkolt DNS (split-horizon DNS, split-view DNS vagy split-brain DNS – azaz osztott horizontú, osztott nézetű vagy hasított agyú DNS) a Domain Name System (DNS) implementációinak (a névkiszolgálóknak) azon képessége, hogy a DNS-ben tárolt információk más-más szeletét mutassák, melyek közt a választás általában a DNS-lekérdezés forráscíme szerint történik.
A maszkolt DNS célkitűzése a biztonság és az adatvédelem növelése azáltal, hogy a nem biztonságos, nyilvános hálózat (pl. az internet) irányába fizikai vagy logikai elkülönítést alkalmazva kevesebb DNS-információt enged áramolni.
A maszkolt DNS megvalósítható hardveralapú elkülönítéssel vagy szoftveres megoldással is. A hardveres esetben külön DNS-szerver eszközökre van szükség a szóba jövő hálózatoknak megfelelően. A szoftveres esetben vagy a DNS-szoftver több példánya fut ugyanazon a hardveren, vagy speciális szerverprogramot alkalmaznak, ami gyárilag képes diszkriminálni egyes DNS-zóna-hozzáféréseket. Ez utóbbi funkciót számos szervermegvalósítás tartalmazza, és sokszor tulajdonképpen ezt értik a maszkolt DNS-szerver alatt, hiszen az első fajta implementációt bármilyen DNS-szerverprogrammal meg lehet valósítani.

## A maszkolt DNS és a DNSSEC
A maszkolt DNS fő sajátossága, hogy ugyanarra a DNS-lekérdezésre különböző autoritatív válaszokat adhat, míg a DNSSEC a DNS-ből kinyert adatok igazságtartalmát biztosítsa. Ezek a nyilvánvalóan ütköző célok egy nem körültekintően megtervezett hálózati környezetben könnyen zavarokat, téves biztonsági riasztásokat stb. okozhatnak. A két, eltérő filozófiájú DNS-funkció összekapcsolására léteznek kidolgozott ajánlások.

## Fordítás
- Ez a szócikk részben vagy egészben a Split-horizon DNS című angol Wikipédia-szócikk ezen változatának fordításán alapul.  Az eredeti cikk szerkesztőit annak laptörténete sorolja fel. Ez a jelzés csupán a megfogalmazás eredetét és a szerzői jogokat jelzi, nem szolgál a cikkben szereplő információk forrásmegjelöléseként.